# Andrena hirashimai
Andrena hirashimai là một loài Hymenoptera trong họ Andrenidae. Loài này được Tadauchi mô tả khoa học năm 1985.